# Premio Juan Larrea Holguín
El Premio Juan Larrea Holguín, como se conoce al Premio Internacional de Derecho Juan Larrea Holguín es un galardón otorgado desde el 2006 por la Universidad de los Hemisferios en colaboración con la Corporación de Estudios y Publicaciones (CEP), " en reconocimiento a los méritos de un trabajo de investigación en el campo del Derecho, que sea inédito y que ayude a profundizar y a fomentar los valores más nobles del ser humano. Toma su nombre de uno de los principales juristas ecuatorianos de todos los tiempos, el doctor Juan Larrea Holguín.
La valoración del Premio ha variado en el tiempo, alrededor de los cinco mil dólares americanos (USD 5000). La sexta edición del año 2018 está valorada en trece mil dólares americanos (USD 13.000). Los trabajos ganadores se publican en Ius Humani. Revista de derecho, publicación elaborada dentro del Open Journal Systems a fin de lograr la mayor difusión de las investigaciones.
Son dos las instituciones que promueven periódicamente el Premio. La primera es la "Corporación de Estudios y Publicaciones (CEP)", por haber sido fundador de la misma. Contribuye además a la realización del premio la Universidad de los Hemisferios por haber inspirado su fundación y sus ideales.

## Galardonados
- 2006,  Gabriela Valdivieso Ortega  Ecuador
- 2007,  Claudia Escobar García  Colombia
- 2011,  Luis Giancarlo Torreblanca González  Perú
- 2013,  Mauricio Maldonado Muñoz  Ecuador
- 2015,  José Luis Castro Montero  Ecuador
- 2018,  Gabriel Hidalgo Andrade[3]  Ecuador
- 2019,  Carlos De Domingo Soler  España